# ∞ (infinity)
『∞ (infinity)』（インフィニティ）は、DEAD END2枚目のベストアルバム。2005年1月26日発売。

## 解説
収録曲のうち9曲は、前ベストアルバムと重複している。付属のDVDには、1988年1月21日に行われた目黒鹿鳴館でのライヴ映像を収録している。
曲はファンのリクエストをもとに選曲された。

## 収録曲

### CD
1. SPIDER IN THE BRAIN　（4:59）
『DEAD LINE』収録曲。
2. PERFUME OF VIOLENCE　（4:32）
『DEAD LINE』収録曲。
3. DANCE MACABRE　（4:33）
『GHOST OF ROMANCE』収録曲。
4. PHANTOM NATION　（4:52）
『GHOST OF ROMANCE』収録曲。
5. DEAD MAN'S ROCK　（4:36）
『GHOST OF ROMANCE』収録曲。
6. SONG OF A LUNATIC　（6:19）
『GHOST OF ROMANCE』収録曲。
7. EMBRYO BURNING　（4:33）
『shámbara』収録曲。
8. PSYCHOMANIA　（5:13）
『shámbara』収録曲。
9. I CAN HEAR THE RAIN　（5:14）
『shámbara』収録曲。
10. HEAVEN　（4:50）
『shámbara』収録曲。
11. BLUE VICES　（4:55）
12. I WANT YOUR LOVE　（4:14）
『ZERO』収録曲。
13. BABY BLUE　（3:35）
『ZERO』収録曲。
14. I'M IN A COMA　（4:37）
『ZERO』先行シングル「SO SWEET SO LONELY」カップリング曲。
15. SERAFINE　（5:39）
『ZERO』収録曲。

### DVD
1. DANCE MACABRE
2. SKELETON CIRCUS
3. DECOY